# Heremiet (vlinder)
De Heremiet (Chazara briseis) is een vlinder uit de familie Nymphalidae (vossen, parelmoervlinders en weerschijnvlinders) en de onderfamilie Satyrinae.  
De vlinder heeft een voorvleugellengte van 21 tot 30 millimeter. 

## Verspreiding
De heremiet komt voor van Noord-Afrika, Zuid- en Centraal-Europa tot Centraal-Azië. De soort is uitgestorven in België, Luxemburg en in delen van Duitsland.

## Vliegtijd en habitat
De vlinder vliegt van mei tot eind oktober in één generatie. De heremiet vliegt op hoogtes van 500 tot 2500 meter boven zeeniveau. De habitat bestaat uit droge graslanden met struiken, droge en warme stenige plaatsen met struweel en open plekken in bossen.

## Levensloop
De waardplanten van de Heremiet komen uit de grassenfamilie, met name Brachypodium (kortsteel), Bromus (dravik), Sesleria coerulea en Festuca (zwenkgras). De soort overwintert als rups.

## Ondersoorten
- Chazara briseis briseis (Linnaeus, 1764) (van Centraal-Europa tot Kazachstan)
- Chazara briseis larnacana (Oberthür, 1909) (Cyprus)
- Chazara briseis major (Oberthür, 1876) (Noord-Afrika)
- Chazara briseis meridionalis (Staudinger, 1886) (van Zuidwest-Europa via West-Siberië tot in China)
- Chazara briseis hyrcana (Staudinger, 1886) (Kopet-Dag)
- Chazara briseis fergana (Staudinger, 1886) (Hisorgebergte, Alajgebergte, westelijke Pamir, Oezbekistan)
  - = Satyrus briseis var. fergana Staudinger, 1886
  - = Satyrus briseis var. maracandica Staudinger, 1886
  - = Chazara briseis maracandica Staudinger, 1886
  - = Chazara maracandica Staudinger, 1886
  - = Satyrus briseis var. fergana Staudinger, 1886
- Chazara briseis magna  (Rühl, 1894) (Kazachstan: Tiensjan, Dzjoengaarse Alataoe)
- Chazara briseis lyrnessus (Fruhstorfer, 1908) (Oblast Saratov)
  - = Minois briseis lyrnessus Fruhstorfer, 1908
- Chazara briseis saga (Fruhstorfer, 1909) (Dalmatië)
  - = Eumenis briseis saga Fruhstorfer, 1909
- Chazara briseis armena Jachontov, 1911 (Kaukasus, Armenië)
- Chazara briseis suusamyra Korb, 2005 (Suusamyrvallei [1] in Kirgizië)